# 理研産業

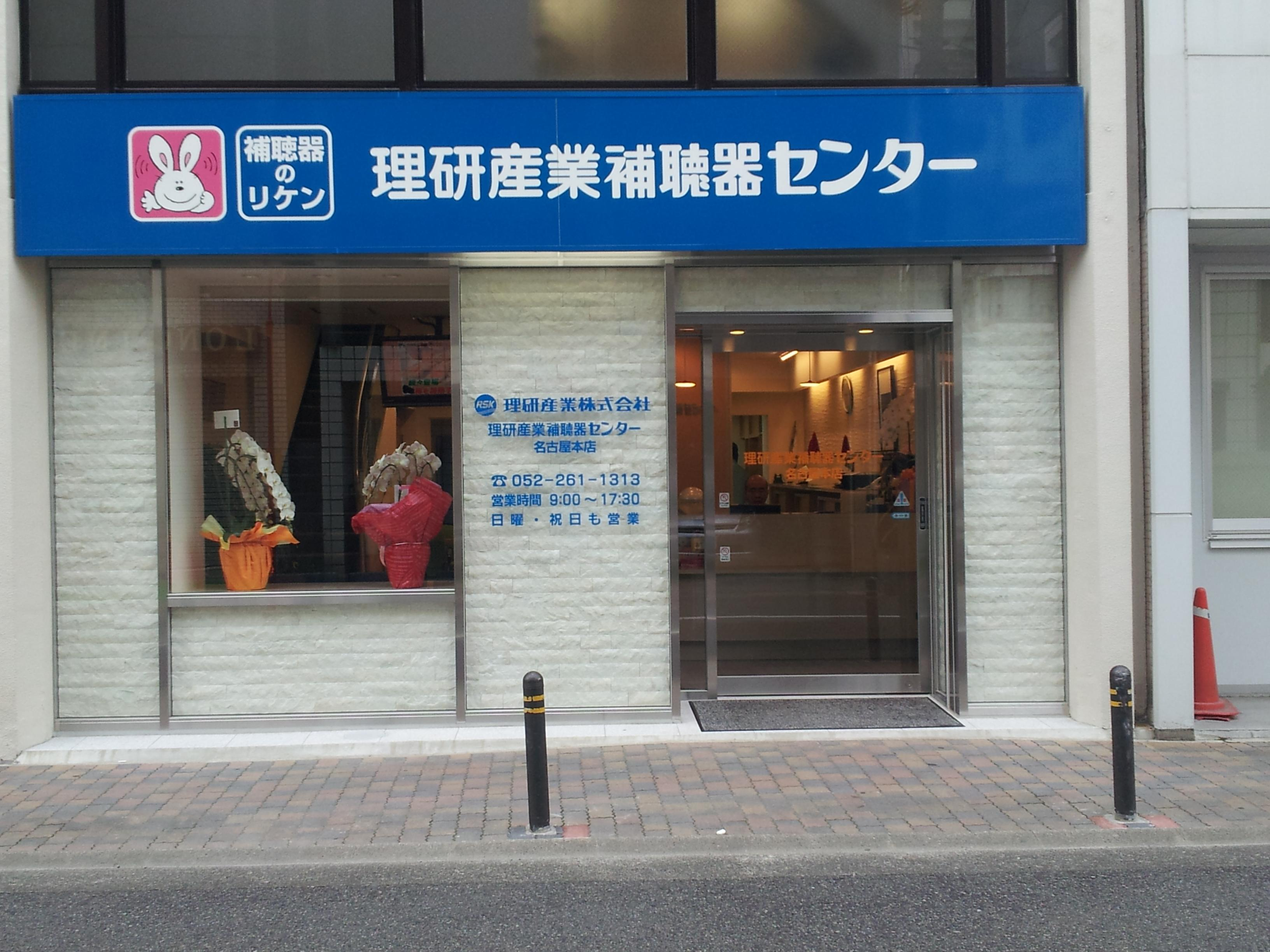
理研産業補聴器センター名古屋本店

理研産業株式会社（りけんさんぎょう）は、日本大手の補聴器販売店である。通称の「補聴器のリケン」は商標である。本社は名古屋市中区に所在する。

## 沿革
- 1948年（昭和23年）12月 - 電気音響器械パーツ及び電気医療器械の販売を名古屋市にて創業[3]。
- 1949年（昭和24年） 6月 - 小林理研のリオン電気補聴器の販売を開始[3]。
- 1951年（昭和26年） 3月 - 身体障害者福祉法の施行により、聴覚障害者への補聴器の交付業務の指定を受ける[3]。
- 1952年（昭和27年） 4月 - 小林理研製作所（現：リオン株式会社）の音響パーツの販売と、身体障害者福祉法による、聴覚障害者へのリオン電気補聴器の交付並びにサービス業務を基盤として、理研産業株式会社を設立[3]。
- 1955年（昭和30年） 4月 - 小林理研製作所（現在：株式会社）においてオージオメータ、騒音計等の聴覚関連の音響振動測定器が製造され始めたので、当社の技術も活用して販売業務を開始[3]。
- 1966年（昭和41年） 4月 - 欧米の先進国の補聴器販売店を参考にして、日本で最初の近代的専門店である補聴器センターを開設[3]。
- 1969年（昭和44年）10月 - 当社のフランチャイズチェーン（FC店）として「東濃補聴器センター」を開設[3]。（その後FC店を増設、2005年に17店となった[3]。）
- 1972年（昭和47年） 7月 - 医療用具輸入販売業の厚生大臣許可を得る[3]。
- 1973年（昭和48年） 7月 - スイスの補聴器メーカーであるフォナック社の日本代理店となる[3]。
- 1974年（昭和49年） 7月 - 音響振動測定器、及び医用検査機器の専門事業を行なう関連会社「理研音響株式会社」を設立[3]。
- 1981年（昭和56年） 3月 - 名古屋中小企業投資育成株式会社より、中小企業基本法による中小企業育成のための出資を受け資本金を5,000万円に増資[3]。
- 1986年（昭和61年） 2月 - 医療用具製造業の厚生大臣許可を得る。同時にオーダーメイドの耳あな形補聴器の製造を開始[3]。
- 1988年（昭和63年） 5月 - 「理研産業補聴器センター」の商標登録を取得[3]。
- 2000年（平成12年） 3月 - 業務形態の合理化と再構築のために理研音響株式会社の全業務を吸収[3]。
- 2002年（平成14年） 7月 - 社員持株会が発足[3]。同時に500万円増資を行い資本金は5,500万円[3]。
- 2003年 (平成15年）12月 - 本年当初より直営補聴器センターの多店舗化を計画[3]。当年、直営店を9店舗開設し合計35店舗となる。
- 2004年（平成16年）12月 - 社員持株会増資500万円を行い資本金は6,000万円[3]。
- 2005年（平成17年） 4月 - 大須工場ISO13485 2003年版取得[3]。
- 2007年（平成19年）10月 - 関東、関西地区の補聴器専門店事業を拡大するため理研産業株式会社から分離独立してヒヤリング・ディストリビュータ・ジャパン株式会社（小売店舗名：リケン補聴器センター）を設立[3]。
- 2008年（平成20年） 6月 - 名古屋本店にきこえの相談サロン開設[3]。
- 2009年（平成21年） 1月 - 日展東海展オフィシャルスポンサーとして支援[3]。（平成22年1月、23年1月、24年1月、25年1月、26年1月も協賛）

## 主な商品
- 各種補聴器
- 補聴器付属品全般
- 聴力測定器
- 補聴器特性測定器